# Empate
Empate è un termine in lingua portoghese che deriva dal verbo  empatar: letteralmente significa blocco, impedimento, pareggio.

## Utilizzo del termine

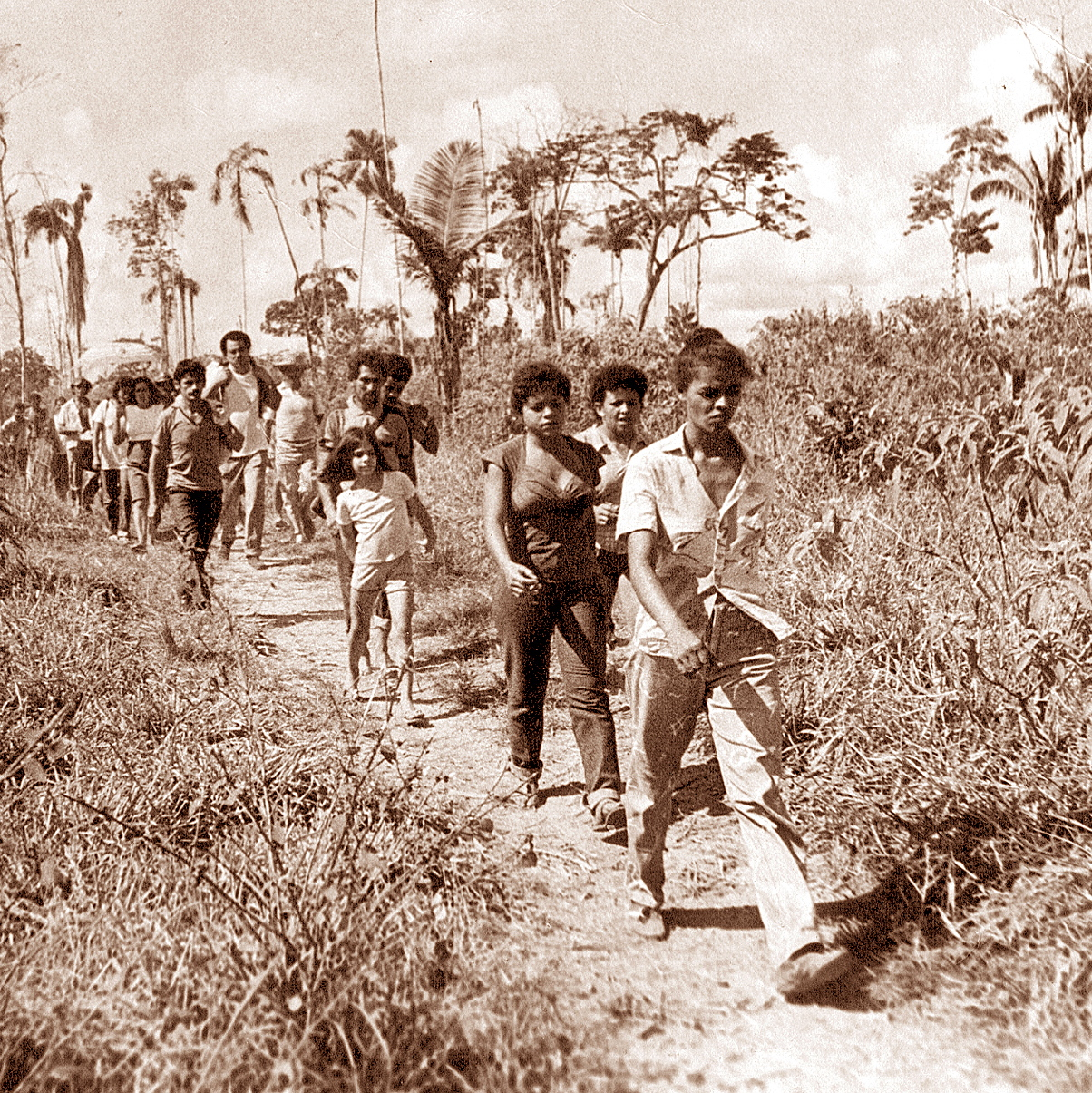
Marina Silva alla guida di un empate nella Fazenda Bordon (Xapuri, Acre)

Nell'accezione in uso in Brasile, designa anche un'originale forma di resistenza nonviolenta utilizzata soprattutto negli anni ottanta in Amazzonia, e precisamente nello stato dell'Acre, dai seringueiros (raccoglitori di lattice) in difesa delle foreste. 
A gruppi di 50/100 elementi, i manifestanti si tengono per mano e circondano l'area da disboscare cercando di convincere a parole gli operai a desistere; gli empates potevano bloccare anche gli accampamenti o l'accesso degli operai ai macchinari. 
La tecnica perse la sua efficacia quando le forze governative brasiliane iniziarono a scortare le squadre degli operai e a forzare i blocchi con la violenza. 

Nel decennio degli empates più di cento contadini persero la vita.
L'empate è diventato l'arma simbolo della lotta guidata da Chico Mendes contro il disboscamento dell'Amazzonia.